# Проциклическая экономическая политика
Проциклическая экономическая политика — тип государственного регулирования (денежно-кредитного, фискального и подобного характера), носящего характер в сторону усиления циклических колебаний экономической деятельности. Меры подобного регулирования предполагают увеличение государственных расходов и снижения налогов в периоды экономического роста, а также сокращение расходов и повышение налогов во время рецессии.
Проциклическая экономическая политика широко критикуется за усиление колебаний экономических переменных (например, реального дохода) и, как следствие, повышение их изменчивости, особенно в условиях рецессии. При этом, в подавляющем большинстве литературы поддержку нашло контрциклическое регулирование экономики, направленное на сокращение разрыва выпуска, возникающего в ходе экономического цикла, и тем самым обеспечение долгосрочного экономического роста.
В развитых странах, как правило, экономическая политика носит конртциклический и/или ациклический характер, которая главным образом заключается в минимизации отклонений фактического ВВП от производственного потенциала экономики. Напротив, в развивающихся странах она имеет проциклический характер ввиду преобладания особых условий, таких как высокая инфляция, резкие изменения курса национальной валюты и международных потоков капитала.

## Фискальная политика и циклы деловой активности
Идея учёта циклических движений экономики при проведения фискальной политики исходит от кейнсианской школы, а также работ экономиста Роберта Барро. В то время как кейнсианцы указывают на целесообразность проведения политики по сокращению разрыва выпуска, постулат Барро предполагает осуществление ациклической политики, при которой расходы увеличиваются независимо от направления экономических циклов. Тем не менее, обе теории сходятся в нецелесообразности проведения проциклической политики, особенно на стадиях экономического спада из-за воздействия, которое она оказывает на потенциальный ВВП. Тем не менее, различные исследования показали, что экономическая политика в развивающихся странах носит преимущественно проциклический характер, хотя и менее ярко выражено в периоды рецессии. Вероятно, это связано с тем, что автоматические фискальные стабилизаторы более чувствительны к негативным шокам, чем к позитивным.
К числу причин процикличности экономической политики в развивающихся странах относятся ограничения капитала, особенно внешнего. В периоды кризисов  развивающиеся страны теряют свою инвестиционную привлекательность и испытывают трудности с доступом к внешнему финансированию, что вынуждают их сокращать расходы и/или повышать налоги. С другой стороны, в периоды бума увеличивается ресурсы не только благодаря росту экономического потенциала, но и вследствие повышения доступности внешнего финансирования.
Другая причина заключается в том, что во время восходящих фаз экономических циклов возникает политическое давление на новые ресурсы, что вызывает рост расходов. Это происходит потому, что в периодах спада жёсткая экономия оправдывается отсутствием ресурсов. Как только это ограничение снято, правительствам становится трудно поддерживать режим жёсткой бюджетной экономии. Возникшая бюджетная экспансия является также следствием стремления различных институтов добиться как можно больших ассигнований для улучшения своих балансов, а также негибкости государственных расходов, вызванная как экономическими условиями, так и политическим давлением со стороны социальных групп, получающих выгоду от определенных видов государственных расходов. Обе причины проистекают из неразвитости / слабости существующих институтов и дробления власти в развивающемся мире.

## Процикличность фискальной политики и внешние финансовые циклы
Преобладание сильного влияния платёжного баланса на краткосрочную макроэкономическую динамику (англ. Balance-of-Payments Dominance) в развивающихся странах, то есть зависимость внутренних экономических циклов от внешних шоков (внешних финансовых циклов), как положительных, так и отрицательных, которые передаются через платёжный баланс, создаёт сильное давление на макроэкономическую политику, которое приобретает сильно выраженный проциклический характер как в монетарном, так и в фискальном регулировании.
Это связано с тем, что, когда экономика находится на подъёме, рост экономических возможностей сопровождается также улучшением внешних условий вследствие роста склонности к риску. В частности, снижается стоимость заимствования, иностранный капитал становится доступным, что ведет к улучшению счета текущих операций. Доступные дополнительные ресурсы ведут к увеличению государственных расходов и/или снижению налогов. Однако, приходящая на смену буму фаза рецессии вынуждает страны сокращать расходы и/или повышать налоги с целью обеспечения бюджетного контроля. Именно через подобный механизм и объясняется зависимость фискальной политики от циклов внешнего финансирования. Для минимизации последствий такого развития, требуется принятие мер по снижению внешней уязвимости, таких как формирования фондов экономической стабилизации.
В отдельных странах были приняты также и другие формы фискальной дисциплины. Так, в 2001 году в Чили, а затем в 2012 году и в Колумбии, были введены программы структурного баланса бюджета, в соответствии с которыми осуществляется управление государственными финансами. Целью данного фискального правила является смягчение циклических потрясений сальдо бюджета таким образом, чтобы можно было установить долгосрочную траекторию, соответствующую макроэкономическим целям (бюджетный гомеостаз). Несмотря на сомнительность подобных бюджетных практик, подобное регулирование представляет собой полезную методологию для уменьшения влияния внешних циклов на направление налогово-бюджетной политики.
В последнее время в научных кругах появились также мнения, что развивающиеся страны находятся в процессе «выхода» из проциклической налогово-бюджетной политики. Однако, было показано, что этот вывод не распространяется на страны Латинской Америки, поскольку контрциклическое регулирование, имевшее место во время финансового кризиса 2008 года, было обусловлено в этих странах благоприятными внешними факторами, быстрой стабилизацией финансовой системы и высоким совокупным спросом, поддержанным со стороны Китая достаточными объёмами торговли.

## Механизмы сдерживания (недопущения) процикличности налогово-бюджетной политики
Среди мер, снижающих внешнюю уязвимость, выделяются фонды экономической стабилизации, представляющие собой резервы средств, формируемых в периоды бума и благоприятной внешней среды (включая цен на энергоресурсы) и предназначенных для минимизации последствий циклического спада экономики или неблагоприятных внешних шоков. Это позволяет, в свою очередь, тем самым контролировать степень процикличности политики и сокращать разрыв выпуска для обеспечения роста в долгосрочной перспективе.
Избежанию приобретения фискальной политикой проциклического характера позволяет также механизм налогообложения, так как негибкость расходных приоритетов вследствие резервирования ресурсов (например, на социальные нужды как образование, социальная защита и здравоохранение) может привести к неэффективному и нестратегическому их распределению. Так, прогрессивная система подоходных налогов способствует не только лучшему перераспределению доходов, но и содействует стабилизации циклов, поскольку налоговые поступления также растут в периоды экономического подъёма.
Другим механизмом недопущения процикличности налогово-бюджетной политики является улучшение фискальной организации. В частности, улучшение качества институтов обеспечивает прозрачность, подотчётность и ответственность фискальных органов, что, среди прочего, также повышает гибкость фискальной политики. Как следствие, прозначная фискальная организация позволяет более эффективно управлять государственными финансами (расходами) и повышать способность экономики проводить контрциклическую политику. Наиболее ярким примером является Чили, где были внедрены механизмы фискальных правил по стабилизации структурных балансов бюджета. Данный механизм предполагает оценку доходов бюджета, которые будут получены независимо от фазы экономического цикла, и планирование расходов бюджета в строгой согласованности с данным уровнем доходов. Кроме того, это также предполагает принятие мер по контролю за движением капитала с целью обеспечения доступности внешних средств, направляемые на снижение стимулов правительства к использованию дополнительных ресурсов в период бума (то есть сбережение доходов в периоды экономического бума, когда эти доходы носят временный характер) и минимизацию уязвимости к внешним шокам в периоды экономического спада (то есть расходование этих средств, когда доходы бюджета сокращаются).
Наконец, не менее важным является выбор инструментов фискальной политики, приносящих желаемый результат. Так, сокращение расходов в периоды бума недостаточно, поскольку такой подход не учитывают влияние финансовых циклов и внешних условий на частные расходы, тогда как повышение налогов в данной фазе является более эффективным механизмом контрциклического реагирования. Однако, снижение налогов в период рецессии не является достаточным стимулом для увеличения потребления, тогда как увеличение расходов напрямую влияет на совокупный спрос. Следовательно, стабилизирующий эффект контрциклической политики достигается через особый механизм воздействия.